# Tristes trópicos
Tristes trópicos (en francés, Tristes Tropiques) es un libro del etnógrafo francés Claude Lévi-Strauss publicado en 1955 por la editorial Plon. En él se mezclan recuerdos de viaje y meditaciones filosóficas.
Este libro es el testimonio de los viajes de Lévi-Strauss y su trabajo antropológico. Lévi-Strauss habla principalmente de sus estancias en Brasil, pero también describe aquellas vividas en otros países (como India u Oriente Medio). Si bien podría simplemente considerarse un libro de viaje filosófico, el libro está salpicado de reflexiones filosóficas y de ideas provenientes de diferentes disciplinas como la sociología, la geología, la música y la literatura.

## Resumen
La obra se compone de 40 capítulos comprendidos en nueve partes:
1. El fin de los viajes
2. Hojas de ruta
3. El nuevo mundo
4. La tierra y los hombres
5. Caduveo
6. Bororo
7. Nambiquara
8. Tupí-Kawaib
9. El regreso

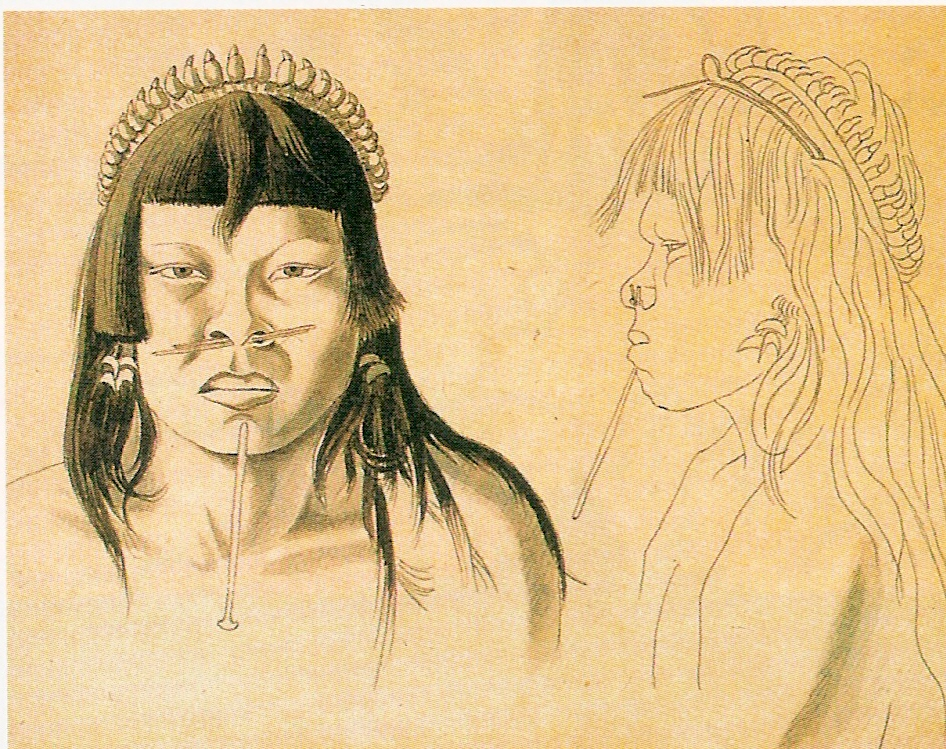
Bororos

Claude Lévi-Strauss cuenta cómo llegó a convertirse en etnólogo en la década de 1930. Como un joven profesor de filosofía recién matriculado, comenzó a enseñar en un liceo, pero se aburrió muy rápidamente por la naturaleza repetitiva de la profesión docente .
Pronto tuvo la oportunidad de participar en una estancia en Brasil con el fin de estudiar las poblaciones amerindias locales como los bororos, los nambiquaras y los tupís. Más tarde escribiría su tesis complementaria: La Vie familiale et sociale des Indiens Nambikwaras (1948).

## Análisis
Los relatos de sus encuentros con los nativos de Brasil abarcan más de la mitad del texto. Sin embargo, el autor se distancia del libro de viaje, género que el íncipit anuncia de manera un tanto provocadora (el autor confesaría que sus viajes a Brasil representan los mejores años de su vida):

Je hais les voyages et les explorateurs.

Odio los viajes y los exploradores.
(Noelia Bastard, trad.).

No se trata de pintar el exotismo o la aventura, sino de capturar una realidad humana y de cuestionar el concepto de civilización. Sin embargo, Lévi-Strauss nunca se equipara con las poblaciones estudiadas e incluso llega a llamarlas "residuos de la humanidad" (en francés, "déchets d'humanité").
Hacia el final del libro, toma como objeto a la civilización occidental, la compara sin indulgencia con las llamadas culturas más "primitivas", y muestra que todo progreso tecnológico genera una pérdida en otro plano. El libro es relativista: la civilización occidental se presenta como una opción entre otras ofrecidas a la humanidad.
El autor examina el sentido del progreso, así como los estragos que una civilización mecánica provoca en su entorno y en las diferentes culturas con las que entra en contacto.
Los fundamentos del estructuralismo antropológico ya aparecen en Tristes trópicos, sobre todo cuando el autor establece un vínculo entre la organización de una sociedad y la disposición espacial del pueblo (Bororos), o bien la geometría de sus dibujos (Caduveo).
Como lo analiza Georges Bataille:

La nouveauté du livre s'oppose à un ressassement, elle répond au besoin de valeurs plus larges, plus poétiques, telles que l'horreur et la tendresse à l'échelle de l'histoire et de l'univers, nous arrache à la pauvreté de nos rues et de nos immeubles.

Lo novedoso del libro se opone a la repetición, responde a la necesidad de valores más grandes, más poéticos, como el horror y la ternura a la escala de la historia y el universo; nos separa de la pobreza de nuestra calles y nuestros edificios.

En la novena parte del libro, Lévi-Strauss considera, influenciado por Schopenhauer[cita requerida], que el budismo es benevolente y que por el contrario el islam es intolerante, rígido y cerrado.

## Recepción y posteridad
Tristes Trópicos forma parte de los primeros éxitos de la colección Tierra humana, editada por Plon y dirigida por Jean Malaurie. Tuvo un éxito inmediato y, como señala el historiador Gérard Noiriel, "tendrá un gran impacto en el público culto". El jurado del Premio Goncourt pide disculpas por no poder otorgarle su premio, pues el libro no es una novela.
El libro ha sido traducido a veintisiete lenguas y se ha convertido en una referencia para las generaciones de etnógrafos aprendices.

### En la música
Un álbum de jazz, Alter Tropicus, inspirado por la lectura de Tristes Trópicos, fue grabado por Pocket Quartet, cuarteto de Laurent Mignard, en 2004.

## Audiolibro
- Lévi-Strauss, Claude; Lorit, Jean-Pierre (abril de 2012). Tristes Tropiques (en francés). Vincennes: Frémeaux & Associés. ISBN 978-2-84468-115-7.